# Невидљиви градови
Невидљиви градови (итал. Le città invisibili) је књига коју је написао Итало Калвино (итал. Italo Calvino) 1972. године. Дело се сматра поетском прозом.

## О делу
Књига је низ прича које Марко Поло прича Кублај Кану. Настала је део по део у дугачким интервалима. Као неки дневник. Нема градова који су препознатљиви већ су сви измишљени и названи по женском имену. Градови представљају места где се изражавају жеље,  сећања, места размене не само робе него и осећања. 
Калвино измишља непостојеће градове, смешта их у фиктивни простор. Поставља лирско-фантастичне визије градова где свака коцкица имагинарног одговара по неком делићу стварности. Кроз књигу се провлачи епско приповедање Марка Пола што асоцира на Декамерона или 1001 ноћ. Иако приповедање није преживљавање као у случају Шехерезаде, за Марка Пола има другачије значење, а то је смисленост његових путовања. За Кублај Кана има оправданост његових освајања. Ови градови премрежују земљину куглу и чине круг настајања и пропадања.
Градови су овде синтеза интелектуалне игре, песничког сензибилитета, фантастично архаичних призора, бесконачног, неухватљивог и непредвидивог.

### Калвинова фикција
Калвино пише с лакоћом, спаја древно са модерним, илузије са стварношћу и испреда поетску суштину заједничког живота у градовима. Kалвино речима гради места која опчињавају, градове који не могу да се пронађу ни на једном месту, ни на једној мапи, али су ипак на неки начин опипљиви, имају дозу реалности. Тешко је објаснити наративну нит, али суштина и није у томе. Писац говори о градовима чаробних моћи у којима ништа није онако како изгледа. Становници граде паралелне светове, градови се огледају у води. Имена градова су: Исидора, Тамара, Клое, Доротеја, Анастазија и Софронија итд. Фантастични елементи се смењују, а писац не пише о градовима на начин на који они заиста постоје у нашем реалном свету. То нису простори ограничени бетоном и зидовима, већ су то урбане оазе сачињене низањем невероватних идеја.

### Структура дела
Кроз девет поглавља, Марко описује педесет и пет градова названих по женским именима. Градови су подељени у једанаест тематских група, а свако поглавље има пет целина.
1. Градови и сећање
2. Градови и жеља
3. Градови и знакови
4. Градови и размене
5. Градови и очи
6. Градови и име
7. Градови и мртви
8. Градови и небо
9. Танки градови
10. Непрекидни градови
11. Скривени градови